# Etc...
Etc... – czeski zespół rockowy. Został założony w 1974 roku przez Vladimíra Mišíka.
W 2010 roku grupa została wprowadzona do zestawienia Beatová síň slávy.

## Członkowie
- Vladimír Mišík – gitara, wokale
- Vladimír Pavlíček – skrzypce
- Petr „Kulich“ Pokorný – gitara
- Pavel Skála – gitara, wokale
- Pavel Novák – gitara basowa
- Jiří Zelenka – perkusja, wokale

## Dyskografia
- Etc… (1976; także Stříhali dohola malého chlapečka)
- They Cut Off the Little Boy's Hair (1978; anglojęzyczna wersja Etc…)
- Etc… 2 (1980)
- Etc… 3 (1987)
- Etc… 4 (1987)
- 20 deka duše (1990)
- Jen se směj (1993)
- Město z peřin (1996)
- Nůž na hrdle (1999)
- Umlkly stroje (2004)
- Ztracený podzim (2010)
- Ponorná řeka (2011; z Vladimírem Mertą)